# ۲۸۸ (قمری)
۲۸۸ (قمری)، دویست و هشتاد و هشتمین سال در گاهشماری هجری قمری است. اول محرم این سال برابر با سی و یکم دسامبر سال ۹۰۰ میلادی است.

## رویدادها
- بر سر کار آمدن یوسف ابن ابوساج در آذربایجان با پیروزی وی بر رقیبان
- گسیل داشتن عمرو لیث صفاری -که به دست سامانیان اسیر شده‌بود-به بغداد

## درگذشتگان
- محمد بن ابوساج فرمانروای خاندان ساجیان

## منبع
- مشکویه رازی، تجارب‌الامم، ترجمهٔ علینقی منزوی، جلد پنجم، چاپ اول، انتشارات توس، ۱۳۷۶